# Ethochorema brunneum
Ethochorema brunneum là một loài Trichoptera trong họ Hydrobiosidae. Chúng phân bố ở miền Australasia.